# Paz (Mafra)

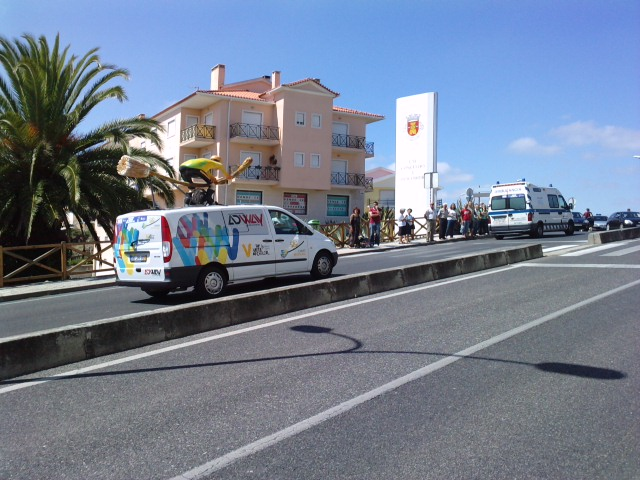
Carro-vassoura da Volta a Portugal de 2012, na passagem da prova pelo lugar da Paz, em Mafra, a 26 de Agosto de 2012

O lugar de Paz é uma pequena povoação da freguesia de Mafra, em Portugal. A principal artéria de desvio de trânsito deste lugar é a Rua Moinho do Cuco, onde se concentra praticamente toda a população da Paz.
A variante-norte do concelho de Mafra (Avenida da Liberdade) sai na Rotunda da Paz, E.N. 116.
A padroeira deste pequeno Lugar é a Nossa Senhora da Paz, daí o nome de "Paz". Anualmente no mês de Julho são realizados os festejos em honra da padroeira do lugar da Paz.

## Rua Moinho do Cuco
A Rua Moinho do Cuco é onde se concentra grande parte da população da Paz e é o principal desvio de trânsito deste lugar. Nesta rua também se tem assistido a um grande crescimento do Lugar da Paz, já que aqui se instalaram algumas empresas com lojas abertas.